# Lovci pokladů: Na hraně historie
Lovci pokladů: Na hraně historie (v originále v angličtině: National Treasure: Edge of History) je americký dobrodružný seriál vytvořený pro streamovací službu Disney+ na základě filmové série Lovci pokladů.  V seriálu hrají Lisette Oliviera a Catherine Zeta-Jones s Justinem Barthou a Harvey Keitelem, kteří si zopakují své role z filmů. Pilotní epizodu režírovala Mira Nair. První dva díly seriálu měly premiéru 14. prosince 2022.

## Obsazení
| Lisette Oliviera        | Jess, hlavní postava                                |
| Zuri Reed               | Tasha, Jessina spolubydlící a nejlepší kamarádka    |
| Antonio Cipriano        | Oren, Jessin kamarád                                |
| Jordan Rodrigues        | Ethan, Jessin kamarád                               |
| Jake Austin Walker      | Liam, vnuk agenta FBI, Petera Saduskyho             |
| Catherine Zeta-Jonesová | Billie, obchodnice se starožitnostmi na černém trhu |
| Lyndon Smithová         | agentka Rossová, zaměstnankyně FBI                  |
| Harvey Keitel           | Peter Sadusky                                       |
| Justin Bartha           | Riley Poole                                         |